# GEORGIA Dream Catcher
GEORGIA Dream Catcher（ジョージア・ドリーム・キャッチャー）は中国地方のJFN加盟4局5県にて月曜～木曜に放送された企画ネットラジオ番組である。2017年3月30日をもって終了。
長年にわたって続く「GEORGIA提供枠」である（ただし、Dream Catcher初期までは「コカ・コーラウエスト」とクレジットしていた）。
ここでは前身番組の「GEORGIA Break」（ジョージア・ブレイク）についても触れる。

## GEORGIA Break
この番組は90年代後半から2004年9月まで放送された。『ジョージアの缶コーヒーを片手にホッとできる話題とリラックスタイムをお届けする』がキーワードであった。
- エフエム山口　16:55 - 17:00　DJ:新井道子 - 基本的に独立枠ではあるが一時期「SUNSET-STUDIO FMY EVENING TERMINAL」に内包された。

## GEORGIA Dream Catcher
2004年10月から内容をリニューアルする形で始まった。各界の著名人のサクセスストーリーを紹介するもの。企画ネットのため取り上げる人物は局によってまばらである（そのため、まれに被ることもある）。
広島エフエム放送(HFM)
- 18:00 - 18:05　（キムラミチタのVibe ON! MUSICに内包 - 2007年3月）
- 15:10 - 15:15　（Over The Rainbowに内包　2007年4月 - 2008年3月）
- 15:40 - 15:45　（Over The Rainbow⇒DAYS!に内包　2008年4月 - ）

岡山エフエム放送(FM-OKAYAMA)
- 17:17 - 17:22　（TWILIGHT PAVEMENTに内包 - 2007年3月）
- 17:42 - 17:47　（TWILIGHT PAVEMENTに内包　2007年4月 - 2009年3月）
- 18:03 - 18:08　（TWILIGHT PAVEMENTに内包　2009年4月 - ）

エフエム山陰(V-air)
- 18:55 - 19:00　DJ:今岡弘義（ - 2007年3月）
- 17:55 - 18:00　DJ:稲田茂（evening Navigator"e-Na"に内包　2007年4月 - 2007年9月）
- 18:00 - 18:05　DJ:（月・火）淡路祐介　（水・木）影山さゆり（MIRACLE P.M.⇒ガッツdaレディオ!に内包⇒2011年4月より独立枠　2007年10月 - ）

エフエム山口(FMY)
- 16:55 - 17:00　DJ:井村由美子（paradise radioに内包　 - 2006年3月）
- 18:50 - 18:55　DJ:井村由美子（2006年4月 - 2009年3月）
- 17:00 - 17:05　DJ:鈴木晶久（Evening Streetに内包　2009年4月 - 2010年3月）
- 17:25 - 17:30　DJ:金光一昭（News Delivery -Evening Edition-⇒COZINESSに内包　2010年4月 - ）